# HBO
HBO (Home Box Office) és una cadena de televisió premium nord-americana propietat de Home Box Office, Inc., filial de WarnerMedia Entertainment. La programació de les funcions de la xarxa es compon principalment de pel·lícules i programes de televisió originals, juntament amb el fet-per-cable de pel·lícules, documentals i de tant en tant comèdia i concerts especials.
HBO és el servei de televisió de pagament (bàsic o premium) més antic i més llarg dels Estats Units, que funciona des del 8 de novembre de 1972. Al 2016, HBO va tenir un benefici operatiu ajustat de 1.93 milions de dòlars americans, en comparació amb els 1.88 milions de dòlars americans que es van acumular al 2015. HBO té 140 milions de subscriptors a tot el món en 2018. La xarxa ofereix set canals de 24 hores, inclosos HBO Comedy, HBO llatí, HBO Signature i HBO Family. Va llançar el servei de streaming HBO Now a l'abril de 2015 i compta amb més de 5 milions de subscriptors als Estats Units al 2018.

## Visió general
En 2015, la programació d'HBO està disponible per a aproximadament 36.493.000 llars amb almenys un televisor (el 31,3% de tots els clients de cable, satèl·lit i telco) als Estats Units (36.013.000 subscriptors o el 30,9% de totes les llars amb servei de televisió de pagament reben almenys el canal primari d' HBO), convertint-lo en el segon canal premium més gran dels Estats Units (Encore, propietat de Starz Inc., arriba als 40,54 milions de llars de televisió de pagament al juliol de 2015). A més de la seva base de subscriptors nord-americans, HBO distribueix contingut a almenys a 151 països.
Els subscriptors de HBO paguen generalment un servei addicional que inclou altres canals exclusius per cable i per satèl·lit fins i tot abans de pagar el propi canal (tot i que HBO solen oferir tots els seus canals en un sol paquet). Tanmateix, una regulació imposada per la Comissió Federal de Comunicacions (FCC) exigeix que els proveïdors de cable permetin als subscriptors obtenir només un cable bàsic "limitat" (un nivell de programació base que inclou estacions de difusió fora del mercat i canals d'accés públic, educatiu i governamental) i serveis premium com ara HBO, sense subscriure's a un servei ampliat (Comcast és l'únic proveïdor important que ha ofert la xarxa de manera intencionada utilitzant aquesta llei, ja que oferia un paquet de cable/ Internet agrupat que incloïa serveis bàsics limitats i HBO d'octubre de 2013 a juliol de 2014, o gener del darrer any en alguns mercats). Els proveïdors de cable poden requerir l'ús d'una caixa de conversors –normalment digital– per rebre HBO.
HBO també proporciona el seu contingut a través de suports digitals; el canal manté HBO Go, un servei de streaming de vídeo a demanda disponible com a lloc web i pissarra d'aplicacions mòbils exclusivament per a subscriptors existents de la suite de canals lineals i un servei autònom, però similar, HBO Now, que es va llançar l'abril de 2015 com a subscripció plataforma de streaming que no necessita subscripció al servei de televisió HBO.

Molts programes HBO han estat sindicats a altres xarxes i emissores de televisió de transmissió (normalment després d'alguna edició durant temps d'execució i / o contingut que les regulacions d'indecència aplicades per les agències de telecomunicacions jurisdiccionals o autoimpostades pels departaments de normes i pràctiques de la xarxa poden prohibir la transmissió de la transmissió i xarxes de cable), i diverses sèries i pel·lícules produïdes per HBO s'han llançat a DVD. Com que la sèrie més reeixida de HBO (sobretot, espectacles com Sex and the City, The Sopranos, The Wire, Entourage, Six Feet Under, Boardwalk Empire, Game of Thrones i True Blood) es transmeten a través d'emissores a l'aire lliure d'altres països (com al Canadà, Austràlia i bona part d'Europa — inclòs el Regne Unit), la programació de l'HBO té el potencial d'estar exposat a un percentatge més elevat de la població d'aquests països en comparació amb els Estats Units.
A causa del cost de l'HBO (que és el més car dels serveis premium dels EUA, costava una quota mensual al 2015 entre 15 i 20 dòlars, segons el proveïdor), molts nord-americans només veuen programes HBO a través de DVDs o en sistemes bàsics de cable o de difusió de transmissió (mesos o fins i tot anys després que aquests programes s'hagin publicat per primera vegada a la xarxa) i amb l'edició tant de contingut com per permetre publicitat tot i que diverses sèries han rodat escenes "netes" alternatives destinades a les tirades de sindicació.

## Història

### Desenvolupament i llançament
El 1965, Charles Dolan –que ja havia treballat de manera pionera en l'ús comercial dels cables i havia desenvolupat Teleguide, un sistema de televisió d'informació turística de circuit tancat distribuït als hotels de l'àrea metropolitana de Nova York–, va guanyar una franquícia per construir un sistema de televisió per cable a la secció Lower Manhattan de la ciutat de Nova York. El nou sistema, que Dolan va anomenar "Sterling Information Services" (més tard conegut com a Sterling Manhattan Cable, i finalment es va convertir en el llavors Time Warner Cable que es va fusionar a Charter Communications el 2016), es va convertir en el primer sistema urbà de televisió subterrània per cable en els Estats Units.
En lloc de posar un cable als pals telefònics o utilitzar antenes de microones per rebre els senyals, Sterling va posar un cable per sota dels carrers. Això es va produir en part perquè els edificis alts de la ciutat van bloquejar els senyals de televisió i, en part, perquè el Consell de Nova York havia exigit que tot el cablejat elèctric i de telecomunicacions es posés al terra per limitar les interrupcions del servei durant el mal temps, una ordenança que es va aprovar després d'una avaria al 1888 de les línies telefòniques i telègrafes de la zona. El 1973, Time-Life, Inc. va adquirir una participació del 20% en l'empresa Dolan.
Sterling Manhattan va perdre diners constantment durant els seus primers sis anys de funcionament, a causa tant de la despesa de fer funcionar el cable subterrani com dels edificis de tot Manhattan (fins a 300.000 dòlars per milla) i una base de subscriptors limitada —al 1971, 400 subscriptors. L'estiu d'aquell any, mentre estava de vacances en família a França, Charles Dolan va començar a pensar en idees per fer rendible Sterling Manhattan. Va sorgir amb el concepte d'un servei de televisió originat per cable, anomenat " The Green Channel ". Dolan després va presentar la seva idea a la gestió de Time-Life; tot i que la distribució per satèl·lit semblava només una possibilitat llunyana en aquell moment, va convèncer Time-Life perquè li donés suport al projecte.
Per saber si els consumidors estarien interessats a subscriure's a un servei de televisió de pagament, Time-Life va enviar un fulletó de recerca de correu electrònic a residents de sis ciutats nord-americanes. Una gran majoria dels enquestats (aproximadament el 99%) es van oposar a la idea; el 4% dels enquestats en una segona enquesta, duta a terme per un consultor independent, va dir que estava «gairebé segur» de subscriure's a aquest servei. Posteriorment, Time-Life va llançar una prova a Allentown, Pennsilvània, en la qual els venedors van presentar als residents el concepte d'un canal de cable de pagament oferint servei gratuït durant el primer mes i una taxa d'instal·lació reemborsable; la meitat dels residents enquestats a la prova van manifestar interès per comprar el servei conceptual. En una reunió de Dolan i alguns executius de Time-Life que treballaven en el projecte, es van discutir altres noms sobre el nou servei. A la llarga, es van assentar en cridar-ho "Home Box Office", encara que el nom va ser pensat originalment com un títol de treball per tal de complir amb els terminis per publicar fullets d'investigació per al nou servei, la creença de la gestió seria arribar a una diferent nom després.

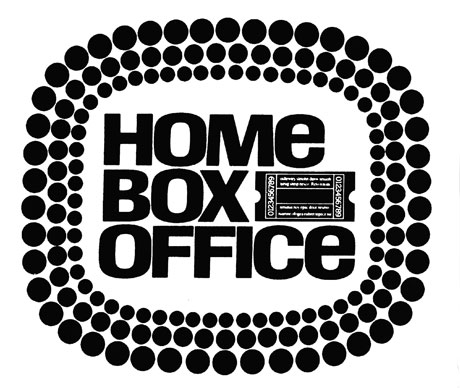
Logotip original de HBO, utilitzat de 1972 a 1975.

Originalment, Home Box Office havia de debutar en un sistema de televisió per cable Teleservice (ara Service Electric) a Allentown; amb l'objectiu d'evitar apagaments als partits de l'NBA que es va establir a la televisió (Allentown es trobava dins del radi d'apagada designat per l'NBA per a l'àrea de mercat de Philadelphia 76ers, sota les regles que la lliga tenia en vigor en el moment de protegir les vendes de bitllets), Life va acordar una oferta del president de Service Electric, John Walson, per llançar el canal al seu sistema a Wilkes-Barre (fora de la DMA dels 76ers, al nord-est de Pennsilvània).
Home Box Office va ser llançat a les 7:30pm. hora de l'est el 8 de novembre de 1972. Tanmateix, el llançament de HBO va tenir lloc sense afició a la premsa, ja que no estava inclòs en cap mitjà de comunicació local o nacional, a banda dels anuncis publicats en Wilkes-Barre Times Leader que promocionava el llançament. A més, el gerent de la ciutat de Wilkes-Barre va rebutjar una oferta per assistir a la cerimònia de llançament, mentre que el president i el conseller delegat de Time Inc., J. Richard Munro, no va poder assistir, ja que estava encallat en el trànsit. El primer programa i esdeveniment telecast distribuït al canal, va srun joc d'hoquei NHL entre els New York Rangers i els Vancouver Canucks del Madison Square Garden, es va transmetre al canal 21 —el seu canal original assignat al sistema Teleservice— aquella nit als 325 subscriptors del Teleservice. a Wilkes-Barre (una placa commemorativa d'aquest esdeveniment es troba a la plaça pública del centre de Wilkes-Barre). Home Box Office va distribuir la seva primera pel·lícula immediatament després de l'esdeveniment esportiu: la pel·lícula de 1971 Certain a Great Notion, protagonitzada per Paul Newman i Henry Fonda.
Quatre mesos després del llançament del canal, al febrer de 1973, el Home Box Office va emetre el seu primer especial d'entreteniment no esportiu, el Pennsylvania Polka Festival, un esdeveniment de tres hores de durada emès des del recinte firal d'Allentown a Allentown, Pennsilvània. El casal de l'Oficina utilitzaria una xarxa de torres de relé de microones per distribuir la seva programació als sistemes de cable a tota la seva àrea de servei.
Sterling Manhattan Cable va continuar perdent diners perquè la companyia tenia només una petita base de subscriptors de 20.000 clients a Manhattan. L'associat mediàtic de Dolan, Time-Life, Inc., va obtenir el control de Sterling quan va adquirir un 60% d'interès addicional, augmentant la seva participació en l'empresa fins al 80%; Time-Life va decidir llavors tancar l'operació Sterling Manhattan. Time-Life va abandonar el nom de "Sterling" i la companyia va passar a anomenar-se "Televisió per cable de Manhattan" sota el control de Time-Life el març de 1973. Gerald Levin, que havia estat a "Home Box Office" des que va començar a operar com a vicepresident de la programació, va substituir Dolan com a president i conseller delegat de la companyia.
El setembre del 1973, Time-Life, Inc. va completar l'adquisició del servei de pagament. Aleshores, el futur d'HBO tenia un aspecte tènue: només tenia 8.000 subscriptors en 14 sistemes de cable, tots ells ubicats a Pennsilvània, i patia una taxa de desgraciació significativa. HBO acabaria augmentant les seves fortunes en dos anys: a l'abril de 1975, el servei tenia al voltant de 100.000 subscriptors a Pennsilvània i l'estat de Nova York, i havia començat a obtenir un benefici limitat.

### L'expansió nacional, la innovació i el protagonisme (1975–1993)

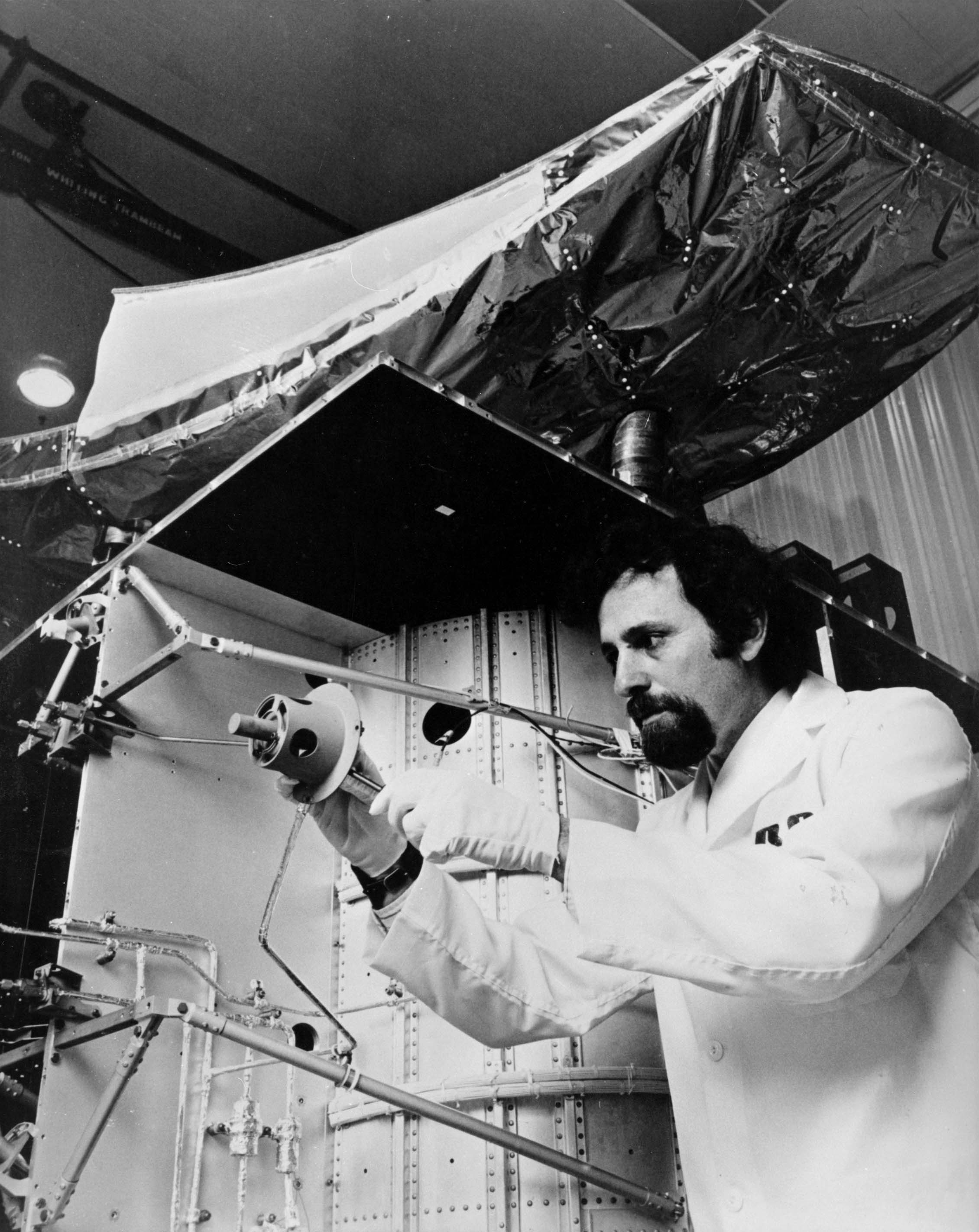
El satèl·lit de comunicació nacional RCA Satcom llançat el 13 de desembre de 1975 va impulsar la indústria de la televisió per cable a altures sense precedents, amb l'assistència d'HBO.

Els directius de Time-Life es van adonar dels problemes per intentar ampliar la empremta de distribució de Home Box Office mitjançant torres de microones a causa del temps i la despesa que suposarien en el desenvolupament d'una infraestructura de relleus tan vasta i van començar a buscar mètodes rendibles per transmetre el canal a nivell nacional.. El 1974 es van establir utilitzant un satèl·lit de comunicacions geoestacionàries per transmetre HBO a proveïdors de cable a tot els Estats Units. Altres emissores de televisió en aquell moment estaven vacil·lant sobre la connexió de les seves fonts al satèl·lit a causa de les pors que els satèl·lits podrien apagar o deixar-se fora de la seva òrbita, així com a causa del cost de la compra de plats de receptor enllaç descendent, que al 1974, es van vendre fins a 75.000 dòlars. Veient la transmissió per satèl·lit com l'única opció viable per ampliar l'abast de HBO, Gerald Levin va destinar 6,5 milions de dòlars a l'espai de transpondedors d' arrendament al satèl·lit Westar 1 durant un termini de cinc anys. El consell Time-Life va aprovar posteriorment el pla per transmetre HBO via satèl·lit.
A les 9:00 pm, el 30 de setembre de 1975, HBO es va convertir en la primera cadena de televisió que va lliurar el seu senyal via satèl·lit (a diferència del relé de microones, la norma de la indústria en aquell moment) quan va repartir el partit de boxa " Thrilla a Manila " entre Muhammad Ali i Joe Frazier ; es va dir als sistemes de la UA Columbia Cablevision a Fort Pierce i Vero Beach, Florida, i al sistema Jackson, Mississippi de la American Television and Communications Corporation, així com als que ja portaven HBO al nord-est dels Estats Units. Mitjançant l'ús del satèl·lit, el canal va començar a transmetre fonts de programació separades per a les zones horàries de l'Orient i del Pacífic, permetent que els mateixos programes que es transmetessin per primera vegada a la meitat oriental dels Estats Units es transmetessin a l'hora occidental del país. HBO va canviar les seves transmissions de satèl·lits domèstiques des de Westar 1 a Satcom 1 el febrer de 1976. Cap al 1977, la superstation WTCG-TV d'Atlanta de Ted Turner (que es convertirà aviat en WTBS) i el servei de satèl·lits CBN de Pat Robertson (més endavant convertit en l'actual forma lliure) s'hi havien unit, pionera en la distribució de satèl·lits per a la indústria de la televisió per cable. Al 1980, HBO es transportava a proveïdors de cable als 50 estats nord-americans.

Primera versió del logotip, usat de 1975 a 1981; durant l'any 1980, HBO utilitza aquest logotip en conjunt amb la segona encarnació de l'logotip (vist anteriorment, en el Infobox) que encara s'utilitza..

HBO va distribuir la seva programació durant només nou hores cada dia, des de les 3:00 de la tarda a les dotze del matí, durant els seus primers nou anys de funcionament. La xarxa va adoptar per primera vegada un horari de 24 hores els caps de setmana del 4 de setembre de 1981. Aquest horari de tornada es va ampliar als dies laborables tres mesos més tard al 28 de desembre de 1981 (tanmateix, HBO no va ser la primera cadena de televisió de pagament que va mantenir un programa de programació ininterromput ja que Showtime i The Movie Channel havien canviat a les 24 hores diàries. programes mesos abans). En aquest moment, la xarxa va escurçar el nom complet "Home Box Office", a favor de la marca exclusivament per l'inicialisme "HBO" (tot i que el nom complet encara es fa servir com a nom corporatiu legal de la seva divisió matriu sota WarnerMedia).
Al 1983, HBO va estrenar la seva primera pel·lícula original, The Terry Fox Story, una pel·lícula biogràfica sobre el corredor canadenc que es va embarcar en un recorregut a través de Canadà per recaptar diners i conscienciar-se per a la investigació sobre el càncer; la pel·lícula també va ser la primera pel·lícula produïda per televisió de pagament. Aquell any també es va estrenar el primer programa infantil distribuït al canal: Fraggle Rock (el creador d'aquesta sèrie, Jim Henson, havia produït anteriorment l'especial Christmas-Jug Christmas Band d'Emmet Otter, que va guanyar un premi ACE al 1978). HBO va continuar emetent diversos programes originals dirigits als nens fins al 2001, quan aquests programes es van traslladar gairebé completament a la família HBO (que va continuar distribuint ocasionalment la seva pròpia pissarra de programació infantil original fins al 2003). El mateix any, quan Fox va vendre els drets de televisió premium a Star Wars, no eren exclusius: s'esperava que tots els canals estrenessin abans de les sis del matí a l'1 de febrer. Però alguns espectadors es van adonar que HBO havia aconseguit passar la pel·lícula a mitjanit aquell mateix dia. Havien pagat a Fox el permís per emetre sis hores abans de la competició sense publicar el seu cop d'estat per atraure una audiència diferent.
HBO es va implicar en diverses demandes durant la dècada de 1980, i va implicar estatuts legals imposats per les lleis estatals i municipals que haurien donat lloc a que alguns programes de HBO i altres cadenes de televisió de pagament fossin censurats per sistemes de cable, si no obligarien els serveis de pagament a editar contingut inadequat de la programació que van emetre. El gener de 1986, HBO es va convertir en la primera cadena de televisió que es va lliurar per satèl·lit a xifrar el seu senyal de visualització no autoritzada mitjançant el sistema Videocipher II; inicialment, això va derivar en una gran quantitat de queixes dels usuaris de satèl·lit amb recepció de televisió (TVRO) que anteriorment havien rebut la programació de HBO sense subscripció. HBO va ser víctima de la intrusió del senyal de transmissió quan el distribuïdor de televisió per satèl·lit John R. MacDougall, un home de Florida que es deia ell mateix " Capità de mitjanit ", va dirigir un plat receptor cap al transpondedor de la xarxa a Galaxy 1 i va interceptar el seu senyal durant una presentació de pel·lícules de The Falcon and the Snowman ; MacDougall va substituir el teletreball de la pel·lícula amb un missatge basat en text col·locat sobre barres de color SMPTE per protestar per la decisió del canal d'escorcollar el seu senyal per als abonats de satèl·lit domèstic. La Comissió Federal de Comunicacions va processar posteriorment MacDougall per haver comès la intrusió.
El 1988, la base de subscriptors de HBO es va expandir molt com a conseqüència de la vaga d'escriptors Guild of America aquell any, ja que el canal va tenir una programació nova en el seu inventari durant un període en què les xarxes de difusió només van poder transmetre els reemissions dels seus programes. El 1989, HBO va comparar la seva programació amb la cadena de televisió de pagament rival Showtime, amb l'eslògan "Simply the Best", utilitzant el senzill Tina Turner "The Best" com a part de la campanya d'imatges en l'aire de la xarxa.
El 2 de gener de 1989, HBO va llançar Selecciones en Español de HBO y Cinemax ("Spanish Selections from HBO and Cinemax "). El servei, que inicialment es va llançar en 20 sistemes de cable en mercats amb poblacions significatives de castellanoparlants, originalment només portava simulacions d'àudio en espanyol de partits de boxa en directe televisats per HBO (tret de certs esdeveniments que ja es van distribuir en espanyol en xarxes com ara Galavisión), va doblar versions de llargs llargmetratges dels proveïdors de pel·lícules d' HBO i pel·lícules de primera fila en espanyol (majoritàriament de Mèxic, Argentina i Espanya), però després va afegir dubs espanyols de pel·lícules i altres programes distribuïts per HBO. Selecciones, es va oferir en conjunt amb HBO, tot i que funcionava com a servei separat, van utilitzar el segon canal auxiliar de programa d'àudio per distribuir els seus àudio espanyols. Seleccions en espanyol d'HBO i Cinemax van assolir l'èxit fins al punt que va incorporar 35 sistemes addicionals de cable a la seva llista de operadors en poques setmanes després del seu debut. Selecciones en Español es va convertir en HBO en Español el 27 de setembre de 1993.
Aprofitant els èxits d' HBO, Warner Communications (que irònicament era propietària d'un dels competidors de cable de pagament de la xarxa, The Movie Channel, des del seu llançament al 1973 fins que el grup d'empresa conjunta Warner-Amex Satellite Entertainment va vendre la seva participació al canal a Viacom el 1986) es va fusionar amb la directora de HBO Time Inc. al 1989 per crear Time Warner (ara coneguda com a WarnerMedia), que actualment continua sent l'empresa matriu de la xarxa. El 1991, HBO i Cinemax es van convertir en els primers serveis premium que van oferir canals multiplexats als clients per cable amb els llançaments de HBO2, HBO3 i Cinemax 2 en tres sistemes de cable a Wisconsin, Kansas i Texas. Al 1993, HBO es va convertir en el primer servei de televisió de transmissió digital del món. L'evolució es va produir amb èxit, amb la qual cosa HBO i Cinemax van iniciar canals multiplexos addicionals dels dos serveis: a partir del llançament de HBO Family de desembre de 1996 i finalitzant amb el llançament de quatre canals Cinemax al 2001: WMax (ara MovieMax), @Max (ara Cinemáx), OuterMax i 5StarMax.

### El protagonisme creixent de la programació original (1993-2018)

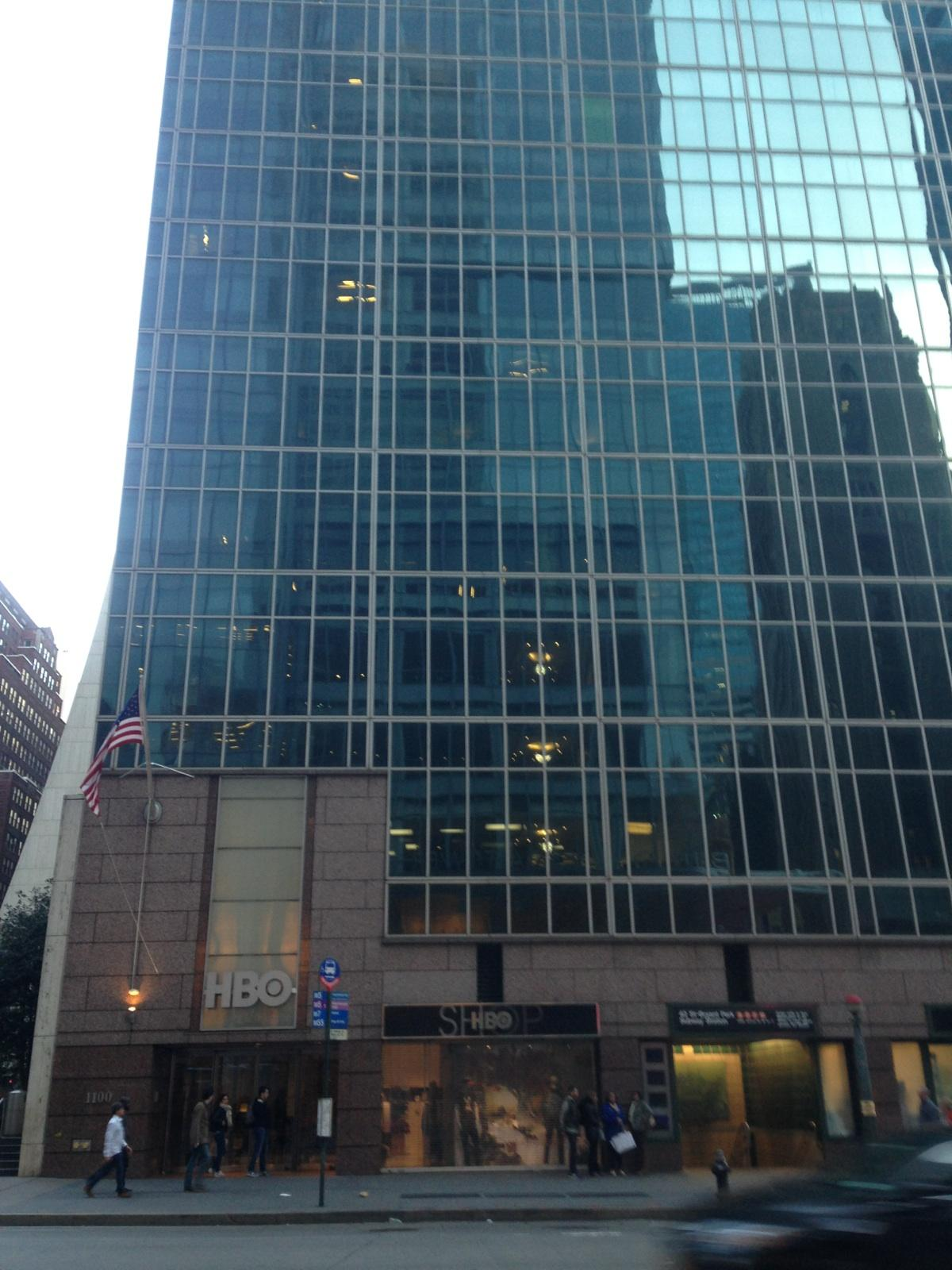
Seu HBO a Nova York, Estats Units, abril de 2017.

Durant la dècada de 1990, HBO va començar a experimentar èxits creixents amb les seves sèries originals com Tales from the Crypt, Dream On, Tracey Takes On .. ., Mr. Show amb Bob i David i Arliss. Un d'aquests programes, The Larry Sanders Show, es va convertir en la sèrie insígnia d' HBO durant aquella dècada i, tot i que no va tenir un èxit comercial com els programes que es van publicar a les xarxes Big Three (ABC, NBC i CBS) i Fox, el programa va gaudir d'un culte, aclamacions d'estat i crítica, i va rebre nominacions i guanys per a molts grans premis televisius (inclosos els Primetime Emmy Awards i Golden Globe Awards). La sèrie ocupa el número 38 a la TV Guide 50 demostracions més grans de televisió de tots els temps (convertint-se en l'única sèrie de comèdia d'HBO per fer la llista) i també es va incloure en la llista de Temps "100 millors programes de televisió de tots els temps. The Larry Sanders Show també va ser classificat per diversos crítics i fans com una de les millors comèdies de televisió de la dècada de 1990.
Els programes originals que HBO ha desenvolupat des de principis dels anys 90 han guanyat al canal nombroses nominacions i guanyadors als premis Emmy i Golden Globe. Les dues raons per a la qual cosa es percep com la qualitat més gran d'aquests espectacles són la qualitat de l'escriptura als programes i el fet que, com a servei de subscripció exclusiva, HBO no fa publicitat “normal”; en canvi, la xarxa gestiona promocions per a propers programes d' HBO. Això alleuja HBO d'algunes pressions per rebaixar aspectes controvertits dels seus programes i permet incorporar contingut més explícit als seus programes que no es podrien transmetre a la televisió de difusió o cable bàsic, com ara profanitat, violència forta / gràfica, nuesa i escenes de sexe gràfiques.
A partir del llançament del 1997 de la seva primera sèrie narrativa dramàtica d'una hora Oz, HBO va iniciar una tendència que es va fer habitual amb els serveis de cable premium. Mentre que l'espectacle va ser aclamat per la crítica, no va ser fins a The Sopranos que es va estrenar al 1999, quan la xarxa va obtenir un èxit crític generalitzat per a una sèrie d'una hora de durada. Els Soprano van rebre 111 candidatures als Emmy durant la seva carrera de sis temporades, resultant en 21 victòries.
Al 1998 va debutar From the Earth to the Moon, una minisèrie de 12 parts produïda per Tom Hanks, Ron Howard i Brian Grazer i basada en el llibre d' A Man on the Moon d' Andrew Chaikin. Amb un cost de 68 milions de dòlars per produir, es va localitzar el programa espacial dels Estats Units des de la carrera espacial dels EUA / URSS fins al desembarcament final de la Lluna, Apol·lo 17. De la Terra a la Lluna va guanyar un premi Emmy i va ajudar a impulsar altres minisèries HBO basades en esdeveniments històrics com 61 *, Band of Brothers, John Adams i The Pacific. Aquell any també es va estrenar la sèrie de comèdia Sex and the City, que es va basar en la sèrie de llibres del mateix nom de Candace Bushnell ; En el transcurs de les seves sis temporades, l'espectacle centrat en l'amistat i romanços de quatre dones de la ciutat de Nova York va rebre 54 nominacions als Emmy, guanyant 7.
Al 1999, HBO es va convertir en el primer canal de cable dels Estats Units a operar un canal simulat d'alta definició. Al juliol de 2001, HBO va llançar HBO on Demand, la primera millora de vídeo sota demanda de subscripció premium als Estats Units, per als subscriptors de Time Warner Cable, a Columbia, Carolina del Sud.
Al 2001, HBO va debutar Six Feet Under i el 2002 The Wire, que, tot i que no va superar The Sopranos en èxit de espectador, va coincidir amb la seva aclamació crítica i va cimentar encara més la reputació de HBO com a xarxa que va produir programacions de qualitat. HBO va tenir un altre èxit entre els espectadors el 2008, amb el debut de True Blood, un drama de vampirs basat en una sèrie de novel·les gòtiques de Charlaine Harris. La xarxa va veure tres sèries més d'èxit durant 2010 amb Game of Thrones, basada en la novel·la fantàstica de George R. R. Martin, A Song of Ice and Fire, que va obtenir elogis i crítiques dels espectadors; Girls, una sèrie de comèdia creada per l'estrella de la sèrie Lena Dunham ; i True Detective, una sèrie d'estil d' antologia —estructurada per tenir un repartiment diferent i escenari dins de la història de cada temporada— que inicialment va veure als actors de cinema establerts Woody Harrelson i Matthew McConaughey en els seus papers principals.
El 13 d'agost de 2015, HBO va anunciar la seva reentrada a la programació infantil, quan va arribar a un acord de programació i desenvolupament de cinc anys amb Sesame Workshop. Mitjançant l'acord, HBO va obtenir els drets de televisió de primera línia a Sesame Street, a partir del debut de gener de 2016 de la seva 46a temporada; Sesame Workshop també produirà contingut de programació infantil original per al canal, que també obtindrà drets de transmissió exclusiva a la biblioteca de programació de la companyia per a HBO Go i HBO Now (assumint aquests drets del servei de streaming de subscripció a la casa d'Amazon Video, Netflix i Sesame Workshop, Sesame Go, que no deixarà de funcionar com a oferta autònoma).
L'agost de 2017, HBO i Sky van fer participacions minoritàries a la companyia britànica de producció de televisió Bad Wolf (The Night Of), com a part del seu acord de coproducció.

### Època AT&T (2018 – actualitat)
El 22 d'octubre de 2016, AT&T va anunciar una oferta per adquirir Time Warner per 108.700 milions de dòlars, incloent el deute que assumiria. La compra es va completar el juny del 2018. La fusió proposada es va confirmar el 12 de juny de 2018, després que AT&T guanyés una demanda antimonopoli que el Departament de Justícia dels Estats Units va presentar al 2017 per intentar bloquejar l'adquisició. La fusió es va tancar dos dies després, amb la companyia convertida en una filial propietat total d'AT&T sota la renomenada empresa matriu WarnerMedia.
Al juliol de 2018, The New York Times va obtenir àudio d'una reunió de l'ajuntament corporatiu amb l'executiu d'AT&T John Stankey (CEO de WarnerMedia des de l'acabament de la fusió) que va argumentar que el model actual de contingut de HBO no era prou rendible i que la xarxa havia de produir més contingut. (similar al que ofereixen serveis de streaming com Netflix) per aconseguir més compromís amb els subscriptors (inclòs contingut de forma curta orientat a dispositius mòbils), i que HBO necessitava "passar més enllà del 35 al 40 per cent de penetració per convertir-se en un producte molt més comú ". La declaració de Stankey contradí el fet que HBO havia estat rendible constantment durant els últims tres anys, sumant gairebé 6.000 milions de dòlars, alhora que destinava més de 2.000 milions de dòlars anuals per a la programació.
El 27 de setembre, HBO va anunciar que abandonaria els seus teletreballs de boxa després de 45 anys, citant disminució de les classificacions, augment de la competència i el seu canvi en la direcció de la programació. El 10 d'octubre, el director general de WarnerMedia, John Stankey, va declarar que la companyia tenia previst introduir un nou servei de streaming en el futur, que inclogués contingut de HBO, Turner i Warner Bros. L'1 de novembre, HBO va ser retirada definitivament de Dish Network i Sling TV.
El 28 de febrer de 2019, Plepler va abandonar la seva posició de conseller delegat. The New York Times va informar que Plepler "va trobar que tenia menys autonomia després de la fusió". El 4 de març, WarnerMedia va anunciar una reorganització, que va dissoldre Turner Broadcasting i la va substituir per WarnerMedia Entertainment, dirigida per l'ex executiu de la NBC, Bob Greenblatt, que consta de HBO i els seus germans bàsics de cable TBS, TNT i TruTV.

## Canals

### Antecedents
Al 1991, HBO i Cinemax es van convertir en els primers serveis premium que van oferir serveis multiplexats als clients per cable com a acompanyants de la xarxa principal, oferint canals addicionals dels dos serveis a tres sistemes operats per TeleCable a Overland Park, Kansas, Racine, Wisconsin i Dallas suburbis de Richardson i Plano, Texas. Els primers dos canals multiplex: HBO2 i HBO3, llançats com a part d'aquesta prova pels sistemes TeleCable. L'any següent, les investigacions d' ACNielsen van revelar que l'enviament per multiplex de HBO i Cinemax va tenir un impacte positiu en l'ús i l'actitud dels subscriptors, incloent l'ajuda a la retenció de subscripcions per cable de pagament per part dels seus subscriptors.
El múltiplex HBO s'ampliaria més tard el desembre de 1996, amb el llançament d'HBO Family, centrat en llargmetratges i sèries de televisió orientades a la família dirigides a nens més petits. Els canals multiplex HBO es van comercialitzar col·lectivament amb la marca "HBO The Works" a l'abril de 1998 (els canals Cinemax simultàniament van començar a comercialitzar-se com "MultiMax"), coincidint amb el canvi de nom de HBO2 com a HBO Plus (el canal es restabliria finalment. el nom HBO2 al setembre de 2002), i el canvi de nom i format de canvi de HBO3 com HBO Signature (una xarxa dirigida a les dones). Al maig de 1999, es van llançar dos canals més: HBO Comedy (amb pel·lícules i sèries còmiques, juntament amb especials de comèdia) i HBO Zone (una xarxa dirigida a joves adults). Una mica més d'un any després, a l'octubre del 2000, va debutar la xarxa espanyola HBO Latino, amb una combinació de simulcasts doblats de la programació del canal HBO principal i programes espanyols exclusius del canal.
"HBO The Works" va continuar utilitzantse com a marca per al múltiplex HBO fins al 2004. Individualment, la suite de canals múltiplex HBO no té nom comercialitzat "oficial" al 2016, tot i que els paquets multiplex múltiple de HBO i Cinemax es comercialitzen col·lectivament com "HBO / MAX Pak". La família HBO i HBO Llatí tenien la distinció de ser els únics canals multiplexos de HBO que disposen de llocs web propis, ja que tots els altres estaven integrats dins del lloc principal de HBO; els llocs i seccions independents dels dos canals es van eliminar el 2010, aproximadament quan es va posar en marxa el servei HBO Go.

### Llista de canals
| Canal         | Descripció i programació |
| ------------- | --- |
| HBO           | HBO presenta els populars llargmetratges, pel·lícules de primera fila, sèries originals i pel·lícules per cable, esdeveniments de boxa, esports, especialitats de comèdia i concerts ocasionals i documentals. El canal també sol debutar setmanalment pel·lícules noves. El canal principal de HBO emet principalment pel·lícules classificades per adults només després de les 20:00,però fa alguns programes puntuats per a TV-MA durant les hores diürnes. |
| HBO2          | Un canal secundari que inclou una programació separada de pel·lícules, sèries i especials realitzades per cable, teatrals i originals, així com retransmissions de la mateixa setmana de pel·lícules més recents, esdeveniments de boxa i episodis de sèries originals de HBO que es van publicar recentment al canal principal. A diferència del canal principal d'HBO, HBO2 emet pel·lícules classificades per adults durant l'horari diürn, juntament amb els altres canals (excloent HBO family). Llançat l'1 d'agost de 1991, el canal va passar a anomenar-se HBO Plus l'1 d'abril de 1998, però va tornar al nom original de "HBO2" al setembre de 2002. |
| HBO Comedy    | Llançat el 6 de maig de 1999, HBO Comedy presenta pel·lícules còmiques, a més de retransmissions de les sèries originals de comèdia d' HBO i especials; fa públics especials de comèdia per a adults a la nit. |
| HBO Family    | Llançat al desembre de 1996, HBO Family ofereix pel·lícules i sèries dirigides a nens, així com llargmetratges destinats a un públic familiar més ampli. Es presenta un bloc de sèries dirigit als preescolars, " HBO Kids " (abans "Jam"). Les pel·lícules i especials originals per a famílies omplen la resta de la programació diària del canal. Els programes infantils que antigament funcionaven al canal principal d'HBO van emigrar íntegrament a HBO Family cap a principis dels anys 2000. HBO Family és la tercera (i només exitosa) empresa d'HBO en un servei de pagament orientat a les famílies: dos serveis de mini paga autònoms formatats de manera similar que van ser llançats per la xarxa, Take 2 el 1979 i Festival el 1987, tots dos van deixar de funcionar després de breus existències. |
| HBO llatí     | Llançat el 31 d'octubre del 2000 (encara que originalment es va presentar per debutar el 18 de setembre d'aquell mateix any), HBO Latino és un canal dirigit a públics hispans i llatinoamericans que serveix en gran manera com a simulcast en llengua espanyola del canal principal HBO, amb l'excepció d'algunes substitucions limitades de programes i de diferents promocions de xarxa que es presenten entre els programes (HBO i els seus altres canals multiplex també utilitzen la segona funció de programa d'àudio inclosa en molts aparells de televisió i receptors de cable i satèl·lit per proporcionar pistes d'àudio en idioma espanyol de la majoria de la majoria programes). La programació del canal inclou produccions originals d'HBO, sèries espanyoles i portugueses d'HBO Llatinoamèrica, versions doblades de taquilles de Hollywood, pel·lícules en llengua espanyola i esdeveniments de boxa (incloent la sèrie de boxa original Boxeo De Oro). El canal és el successor d'HBO en Español (originalment anomenat Selecciones en Español de HBO i Cinemax), que es va llançar al 1989. |
| HBO Signature | HBO Signature inclou pel·lícules de gran qualitat, sèries originals d'HBO i especialitats. Llançat al 1991, el canal es coneixia originalment amb el nom de " HBO 3 " fins a l'octubre de 1998, quan es va canviar el seu format des d'un format genèric similar a HBO i HBO2 per centrar-se en pel·lícules, sèries i especials dirigides a un públic femení. |
| HBO Zone      | Llançat el 6 de maig de 1999, pel·lícules de la zona HBO i programes originals d'HBO dirigits a joves d'entre 18 i 34 anys. També va ser l'únic canal HBO que va emetre programacions pornogràfiques de tipus softcore, amb pel·lícules orientades a adults similars a les que es van veure a la xarxa germana de Max After Dark de Cinemax la majoria dels dies a última hora. Max After Dark va ser cessat a finals de 2013. |

#### Cinemax

Logotip de Cinemax

L'1 d'agost de 1980, HBO va llançar Cinemax, un canal premium basat en pel·lícules de companyia creat com la resposta de HBO al servei de pagament orientat al cinema The Movie Channel (que aleshores funcionava com a servei autònom). A diferència de HBO, Cinemax va mantenir una programació de 24 hores des del seu llançament. El canal va tenir èxit en part a causa de la seva confiança en els clàssics de les pel·lícules des dels anys 1950 fins als anys setanta –amb algunes pel·lícules més recents barrejades– que es presentarien sense tall i sense interrupcions comercials, en un moment en què els subscriptors per cable només van rebre prop de tres dotzenes de canals. a causa de la capacitat limitada del canal de capçalera. En la majoria dels casos, els operadors de cable van vendre Cinemax i HBO com un únic paquet, normalment ofert amb descompte per als clients que optaven per subscriure's als dos canals.
En els seus primers anys, Cinemax va portar especials musicals i algunes programacions originals limitades com Second City Television i Max Headroom a més de pel·lícules, però la xarxa es va fer coneguda posteriorment entre els seus subscriptors per la publicació de pel·lícules i sèries softcore per a adults durant les últimes hores de la nit que contenen. fort contingut sexual i nuesa (les emissions d'aquests programes estan restringides a la transmissió al canal principal de Cinemax abans de les 23.30 hores, i finalment van començar a produir sèries d'acció originals l'agost de 2011. A partir del llançament de Cinemax 2 (ara MoreMax) al 1991, Cinemax ha llançat gradualment el seu propi conjunt de serveis multiplex; al 2015, a més del seu feed principal i MoreMax, Cinemax opera cinc canals addicionals: ActionMax (que es va llançar originalment com a Cinemax 3 al 1995); ThrillerMax (que es va llançar el 1998); MovieMax (que es va llançar originalment com a WMax el 2001); Cinemáx (un canal de reproducció simulcast en espanyol, que es va llançar originalment com a format format @Max el 2001) i 5StarMax (que es va llançar originalment el 2001).

### Altres serveis

#### HBO HD
HBO HD és una font simulada d'alta definició d' HBO que s'emet en format de resolució 1080i. A més del seu canal principal, HBO també opera fonts d'alimentació simulada d'alta definició dels seus sis canals multiplex. HBO HD està disponible per a la majoria de proveïdors de cable principals, inclosa Cox Communications; DirecTV ; Charter Communications ; Cable Time Warner; Comcast Versió U&T ; Umptim ; i Verizon FiOS, tot i que pocs proveïdors ofereixen els set canals multiplex en alta definició. El canal principal va començar a emetre en alta definició el 6 de març de 1999.

#### HBO on Demand
HBO on Demand és el servei de sol·licitud de vídeo sota demanda del canal; llançat l'1 de juliol del 2001 al sistema Columbia Time, de Carolina del Sud, Time Warner Cable, va ser el primer servei de VOD de subscripció que va oferir un canal premium als Estats Units. HBO on Demand ofereix una selecció de pel·lícules, sèries originals i especials abans vistes a la xarxa. El servei no es proporciona cap cost addicional als subscriptors d'HBO, que ja paguen regularment una tarifa premium als proveïdors de cable i satèl·lit per rebre accés al canal. HBO va llançar el servei de VOD en un esforç per permetre als subscriptors accedir a la programació del canal en els seus propis horaris, reduint així la freqüència en què els espectadors no podien trobar un programa que voldrien veure, a més de limitar les cancel·lacions al servei per aquest mateix raó. HBO on Demand ofereix una selecció rotativa de pel·lícules, especials i sèries, amb nous títols afegits cada divendres al costat dels títols de programes existents que van passar de l'anterior a les dues setmanes.

#### HBO Go

Logotip de HBO Go

El 18 de febrer de 2010, HBO va llançar el seu servei de streaming amb més de 1000 hores inicials de contingut. El servei en aquest llavors era impossible aconseguir-ho sense ser subscriptor d'HBO a través d'un sistema de televisió tradicional.

#### HBO Now

Logotip de HBO Now

Davant la demanda, la competència i auge de serveis de streaming, HBO llança el 2015 HBO Now el qual es diferenciava d'HBO Go en què es podia aconseguir la subscripció sense ser subscriptor de televisió tradicional. El catàleg és exactament el mateix que el d'HBO Go.

#### HBO Max

Logotip de HBO Max

El 10 d'octubre de 2018, WarnerMedia va anunciar que llançarà un servei de streaming de gamma alta a finals de 2019, que inclourà contingut de les seves marques d'entreteniment. El 9 de juliol de 2019, WarnerMedia va anunciar el llançament del seu proper servei de streaming HBO Max que es llançaria a la primavera del 2020.

## Programació
La programació de HBO actualment consta en gran part de llargmetratges estrenats teatralment (que ocupen la majoria de la seva programació diària) i sèries originals dirigides principalment a adults (incloses, al novembre de 2017, drames com Game of Thrones i Westworld i comèdies com Insecure, Veep, Ballers, Last Week Tonight with John Oliver i Silicon Valley). A més, HBO també ofereix pel·lícules realitzades per a televisió, esdeveniments esportius i sèries documentals i de revistes centrades en l'esport, pel·lícules documentals, especialitats per darrere de les escèniques i especials sobre comèdies i concerts. La xarxa emet principalment els programes originals al canal principal després de les 8:00 pm, tot i que emet sèries originals i pel·lícules adaptades per cable, així com alguns documentals durant l'horari diürn; aquests programes també es transmeten en diversos moments als canals multiplex de HBO. HBO Signature, HBO Family, HBO Comedy i HBO Zone també porten programacions HBO arxivades, que transmeten repeticions d'antigues sèries originals i d'especials de la dècada de 1990.

### Programació original
Des de principis dels anys vuitanta, HBO produeix programacions originals, que inclouen sèries dramàtiques i còmiques, a més de la pissarra de pel·lícules teatrals. La majoria d'aquests programes estan destinats a adults, sovint presenten altes quantitats de profanitat, violència, temes sexuals i / o nuesa que seria molt més difícil de pujar al cable bàsic o canals de difusió a l'aire lliure, per por de perdre patrocinadors. Tot i això, alguns dels seus programes originals, principalment els produïts abans del 2001, també han estat dirigits a famílies o nens; la majoria d'aquests programes han migrat a HBO Family, tot i que des d'aquest moment HBO ha produït poques sèries familiars més noves per a qualsevol dels dos canals. En un exemple notable, HBO es va aventurar a la programació infantil amb la seva adquisició dels drets de primera i en streaming a Sesame Street, una sèrie de televisió infantil de llarga durada que s'havia emès anteriorment a PBS.
Una de les primeres especialitats d'èxit de HBO va ser The Bette Midler Show al 1976, que va llançar la sèrie de concerts Standing Room Only. Durant un temps a principis dels anys vuitanta, HBO va produir un concert especial gairebé tots els mesos, amb grans estrelles musicals com Boy George o The Who. Després de l'èxit del llançament de MTV al 1981, la sèrie Standing Room Only va començar a produir menys concerts, però es va centrar més en esdeveniments de música "de classe mundial" amb artistes com Elton John, Tina Turner i Barbra Streisand. Les especialitats de comèdia On Location, que presentaven una interpretació de comediant en actiu íntegrament i sense tall, van començar al 1975 amb un especial protagonitzat per Robert Klein. El primer dels dotze concerts especials televisats per la xarxa amb George Carlin es va emetre a HBO al 1977 en el marc de On Location, amb la primera interpretació televisiva de Carlin de la seva clàssica rutina, " Les set paraules que mai no pots dir a la televisió ". Com que altres canals de cable incorporaven especialitats de comèdia a causa del seu format barat, HBO va començar a modelar la seva estratègia amb els seus especials de comèdia després de la seva programació musical, centrant-se en alguns especials cada any amb còmics populars.

### Filmoteca
Al mes de maig de 2016, HBO, així com el seu canal germà Cinemax, manté acords de concessió exclusius de pel·lícules amb la companyia germana Warner Bros. (incloent contingut de les filials Warner Animation Group, New Line Cinema des del 2005 i Castle Rock Entertainment), 20th Century Studios des de 1979 (incloses les filials 20th Century Fox Animation, Blue Sky Studios, New Regency Productions i Searchlight Pictures), Universal Pictures des de 2003 (incloent contingut de les filials Universal Animation Studios, DreamWorks Animation, Working Title Films, Savoy Pictures, Illumination Entertainment i Focus Features), Summit Entertainment des de l'1 de juny de 2013 i DreamWorks des de 1996 (excloent pel·lícules que DreamWorks coprodueix conjuntament amb Touchstone Pictures,ime).
L'acord de sortida de pel·lícula de primera producció amb Fox va ser renovat per HBO durant deu anys el 15 d'agost de 2012 (amb una disposició que permetia a l'estudi llançar les seves pel·lícules a través de plataformes digitals com iTunes i Amazon durant el termini de llicència d'un film amb el canal per a la primera vegada), i l'acord de sortida Universal es va renovar durant deu anys el 6 de gener de 2013 (a excepció de certes pel·lícules d'animació que HBO pot oferir per passar al servei de streaming Netflix). El primer acord amb Summit Entertainment va ser renovat per HBO durant quatre anys addicionals l'1 de març de 2016. Des de 2008, HBO també manté drets exclusius de cable de pagament sobre les seves pròpies pel·lícules teatrals realitzades a través de HBO Films. Si bé The Walt Disney Company va adquirir totalment el 20th Century Fox al març del 2019, Disney tenia un acord de sortida amb els seus propis serveis Disney + i Hulu, mentre que el contracte de Fox amb HBO caduca al 2022.
HBO també mostra subprojecte de pel·lícules teatrals de Paramount Pictures (incloent contingut de les filials The Cannon Group, Carolco Pictures, Nickelodeon Movies i Republic Pictures, totes per a pel·lícules llançades abans de 2006), Walt Disney Studios Motion Pictures (incloent contingut de les filials Walt Disney Pictures, Touchstone Pictures, Hollywood Pictures i anteriorment filial Miramax), Sony Pictures Entertainment (incloent contingut de les filials Columbia Pictures, Sony Pictures Classics, Embassy Pictures, Morgan Creek, Screen Gems i antiga companyia germana HBO TriStar Pictures, totes per a pel·lícules estrenades abans del 2005), Metro-Goldwyn-Mayer (incloent contingut de les filials United Artists, Orion Pictures i The Samuel Goldwyn Company), Lions Gate Entertainment (per a pel·lícules estrenades anteriorment fal 2009), i New World Pictures .
Les pel·lícules a les quals HBO ostenti els drets de cable de pagament solen estar publicades a Cinemax durant el termini de llicència, tot i que alguns llargmetratges dels esmentats estudis sobre els quals els dos canals han emès drets faran el debut televisiu premium a HBO diverses setmanes abans de la seva estrena a Cinemax i viceversa.

### Programació esportiva
HBO emet sèries de debats i documentals relacionats amb l'esport produïts per Sports HBO; històricament la xarxa havia emès una quantitat limitada de programació esportiva. HBO operava antigament HBO PPV (abans TVKO), que va servir com a distribuïdor dels principals esdeveniments de boxa de pagament per vista.
La primera emissió esportiva de HBO va ser un joc NHL de Nova York Rangers-Vancouver Canucks, transmès a un sistema de cable de serveis elèctrics a Wilkes-Barre, Pensilvania, el 8 de novembre de 1972; el canal va continuar emetent jocs d'hoquei NHL fins a mitjans dels anys 70. HBO va ser coneguda durant molt de temps pels partits de boxa (que es transmetien generalment les nits dels dissabtes cada dues o tres setmanes), inclosos els que es mostren al seu programa esportiu insígnia del Campionat Mundial de boxa HBO. El 30 de setembre de 1975, la partida de boxa "Thrilla a Manila" entre Muhammad Ali i Joe Frazier es va emetre a HBO i va ser el primer programa de la xarxa de cable de pagament que es va emetre per satèl·lit.
Al 1977, HBO va estrenar el programa de durada més llarga del canal i la seva primera sèrie documental i d'anàlisi relacionada amb l'esport Inside the NFL, on es van presentar ressenyes sobre partits de la Lliga Nacional de Futbol de la setmana anterior de la temporada de la lliga, així com entrevistes amb jugadors, entrenadors i direcció d'equips; HBO va cancel·lar el programa al febrer de 2008 després de 30 temporades (el programa va ser adquirit després pel canal premium Showtime, que va començar a ser presentat al setembre de 2008). HBO va ampliar la seva pissarra de boxa al setembre de 1996, amb el llançament de Boxing After Dark, un programa que mostra lluites dels talents de boxa actuals. HBO va eliminar la seva programació de boxa al 2018.
Al llarg dels anys, HBO Sports ha estat encapçalat per diversos executius de televisió coneguts, entre ells el seu fundador Steve Powell (després cap de programació a ESPN), Dave Meister (després cap del Tennis Channel), Seth Abraham (després cap de MSG Network), i Ross Greenburg.

### Documentals

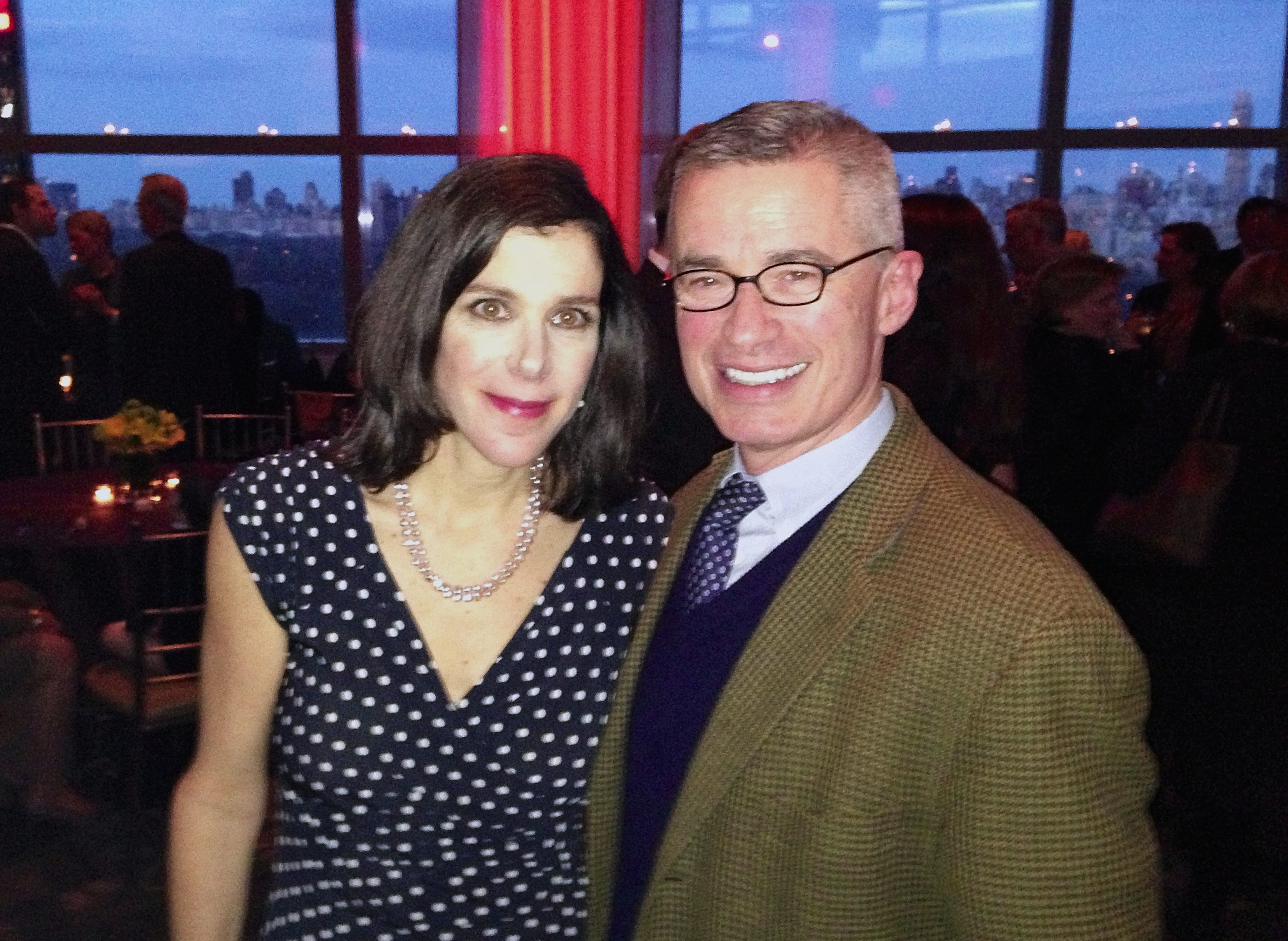
La cineasta Alexandra Pelosi i l'ex governador de Nova Jersey, Jim McGreevey, a l'estrena de la ciutat de Nova York del documental HBO de Pelosi sobre McGreevey, Fall to Grace, al març del 2013.

Moltes de les sèries documentals de HBO apareixen sota la marca America Undercover, les característiques habituals de les quals han estat Real Sex i Autopsia. Un dels especials més destacats d' American Undercover va ser al 1985 Soldiers in Hiding, centrat en els veterans sense llar de la guerra del Vietnam que viuen al desert, que va guanyar el primer Academy Award per un servei de televisió per cable de la categoria de millor documental. HBO també destaca per la seva marca documental Sports of the 20th Century. Un dels seus documentals més recents va ser Dare to Dream, sobre els equips de futbol femení dels Estats Units i el seu esforç per marcar la diferència, i va comptar amb Mia Hamm, Kristine Lilly, Brandi Chastain, Joy Fawcett i Julie Foudy.
El primer documental exitós d'HBO es va publicar al 1979 i va ser la sèrie de sis parts, Time Was. She's Nobody's Baby de 1981, produïda per la revista Ms., va ser un altre documental molt conegut en què es detallava l'evolució del paper social de les dones nord-americanes durant el segle xx; l'especial va obtenir a HBO el primer Peabody Award guanyat per un servei de televisió de pagament. Des de llavors, la xarxa ha portat a casa nombrosos premis Peabody per a les seves pel·lícules documentals. HBO també va emetre documentals informatius produïts en col·laboració amb Consumer Reports a partir del 1980, centrats en temes des de la seguretat del producte fins a la salut. Un d'aquests documentals va ser: AIDS: Everything You and Your Family Need to Know...But Were Afraid to Ask, que es va emetre al 1987 a l'altura de l'epidèmia de sida als Estats Units, va proporcionar informació de fet sobre la sida i el VIH
L'any 2004, guiat per l'activista de drets humans Ansar Burney, un equip de l'HBO per a esports reals amb Bryant Gumbel, va utilitzar una càmera oculta per documentar l'esclavitud i la tortura en camps de desert secrets on els nens menors de cinc anys s'entrenaven per competir en camells, un esport nacional en els Emirats Àrabs Units (Emirats Àrabs Units). Aquest informe d'investigació de mitja hora exposava un anell d' esclavatge infantil acuradament amagat que comprava o segrestà centenars de nois joves al Pakistan i Bangladesh. El documental va guanyar el premi Sports Emmy al 2004 per "Periodisme esportiu destacat" i al 2006 el premi Alfred I. duPont – Columbia per "Periodisme de difusió excepcional".
Al novembre de 2012, HBO va publicar un documental titulat Witness, que es dedica a cobrir fotoperiodistes a quatre regions de conflicte: Juarez, Líbia, Sudan del Sud i Rio de Janeiro. El 28 de març de 2013, el canal va estrenar el documental dirigit per Alexandra Pelosi, Fall to Grace, sobre l'ex governador de Nova Jersey, Jim McGreevey, que va dimitir del càrrec el 2011 després de la revelació d'un escàndol d'infidelitat que va portar a McGreevey a sortir com a gai. El 10 d'abril de 2013, HBO va emetre 50 nens: la missió de rescat del Sr. i la Sra. Kraus, un documental sobre la història de Gilbert i Eleanor Kraus, una parella jueva de Filadèlfia que va viatjar a l'Alemanya nazi al 1939 i, amb l'ajuda de l'organització fraternal B'rith Sholom, va salvar els nens jueus a Viena de la probable mort a L'Holocaust al trobar-los nous habitatges a Filadèlfia. A l'abril de 2013, el canal va emetre el documental An Apology to Elephants, sobre el suposat abús i tractament brutal d'elefants.

## Altres empreses
A més dels seus canals de televisió lineals, HBO ha iniciat altres empreses: 

### Canals de televisió

#### Take 2
L'abril del 1979, HBO va llançar el seu primer intent d'un servei de spin-off, Take 2. Dissenyat com un servei de pagament mínim orientat a la família, Take 2 es va formar essencialment com a alternativa d'HBO, sense cap contingut de programes no aptes per certes audiencies. Es va considerar que el canal va ser un fracàs important a causa de la baixa subscripció i el transport limitat dels proveïdors de cable, i va deixar de funcionar a finals d'aquest estiu. La direcció d'HBO va analitzar els errors que van provocar la caiguda de Take 2, que tindria com a resultat el desenvolupament del segon i més exitós intent de la xarxa d'un servei de pagament secundari, Cinemax, que es va llançar l'1 d'agost de 1980.

#### Festival
Al 1986, HBO va llançar el canal premium Festival, un servei separat que es va programar de manera distintiva per oferir tarifes familiars, que van incloure pel·lícules d'èxits clàssics i recents, així com especials originals d'HBO (que es van marcar quan es van emetre al canal sota la pancarta "Centerstage", que presentava comèdia stand-up, especials per a concerts i espectacles de patinatge sobre gel) i documentals.
Com que Festival es va dissenyar com un servei de pagament (formatat de manera similar a Take 2), el cost d'una subscripció mensual del canal també tenia un preu inferior al d'HBO i Cinemax. El festival va proporcionar als seus subscriptors una guia de programa mensual de 20 pàgines en color. Igual que HBO, el Festival també va dur a terme períodes de previsualització gratuïts ocasionals, com ara la previsualització del 30 d'octubre al 2 de novembre de 1987, presentada per Tony Randall. Tanmateix, el canal patia un transport de cable insuficient ja que només uns quants proveïdors transportaven Festival; per tant, no podia competir amb el servei premium The Disney Channel, que també mantenia un format de programació orientat a la família (aquest servei es convertiria en un canal bàsic de cable a l'abril de 1997). Festival acabaria tancant-se a finals del 1988

#### The Comedy Channel / Comedy Central
El 1989, HBO va crear The Comedy Channel, un canal bàsic de cable que presentava clips extrets de conjunts de comèdia stand-up, llargmetratges còmics i sèries de televisió (utilitzant un model de programació similar al format original de MTV), que es va llançar a 15 de novembre d'aquell any. El canal va competir amb un altre canal de cable orientat a la comissió que va començar a debutar l'any següent, Ha !: The TV Comedy Network. Els dos canals patien un transport per cable insuficient (tant Ha! Com The Comedy Channel tenien cadascun menys de 10 milions de subscriptors). Això va fer que Viacom i HBO arribessin a un acord per fusionar Ha! i The Comedy Channel en un sol canal anomenat CTV: The Comedy Network, que va debutar l'1 d'abril de 1991; el canal va canviar el seu nom tres mesos més tard a Comedy Central a causa de la confusió i els possibles problemes legals amb l'emissora canadenca, la xarxa de televisió CTV. Time Warner / HBO va abandonar l'empresa quan Viacom va comprar la seva participació del 50% a Comedy Central per 1.23 mil milions de dòlars l'abril del 2003.

### Producció de televisió i cinema
HBO va formar la companyia de producció HBO Independent Productions el 1990, que va servir principalment per produir sitcoms per a televisió de transmissió i cable bàsic (que incloïa sèries com Martin, Roc, The Ben Stiller Show i Everybody Loves Raymond). HBO Downtown Productions es va formar un any després, produint especials de comèdia per a HBO, així com contingut de programes per a Comedy Central (com Politically incorrect amb Bill Maher i Dr. Katz, terapeuta professional).
HBO també opera HBO Films, que es va establir el 1983 com a HBO Premiere Films, després HBO Pictures, que operen en una altra divisió de pel·lícules, HBO NYC Productions, originalment HBO Showcase, fins a subsumir-la en HBO Films.
HBO també va participar en diverses empreses conjuntes en la producció de pel·lícules: 
- En 1982, HBO va iniciar una empresa conjunta amb Columbia Pictures i CBS Theatrical Films per formar Tri-Star Pictures, per tal de reunir recursos per dividir els costos creixents de la realització de llargmetratges. La primera producció de Tri-Star, The Natural, es va estrenar en 1984. CBS va vendre la seva participació en l'estudi el novembre de 1985.[95] L'abril del 1987, Tri-Star va entrar en el negoci de producció de televisió amb la formació de Tri-Star Television. HBO va renunciar a la seva participació a Tri-Star al desembre, i Columbia Pictures va comprar les seves accions i fusionar Columbia i Tri-Star en Columbia Pictures Entertainment. Al 205, TriStar funciona com a braç de producció de Sony Pictures Entertainment.
- En 1983, HBO juntament amb Thorn EMI per crear Silver Screen Partners, que va ser el primer LP d'aquest tipus que es va desenvolupar amb el propòsit de finançar la producció de llargmetratges. L'estudi només va llançar set pel·lícules entre 1983 i 1986, la majoria de les quals no van tenir èxits comercials ni crítics, amb l'excepció menor del film de comèdia del 1985 Voluntaris.[91]
- El 1987, HBO va iniciar una altra societat limitada per crear Cinema Plus LP. El més destacat dels estudis és la coproducció de Silver Pictures, Ricochet. Uns altres van ser Mom and Dad Save the World, Switch and Don't Tell Mom the Babysitter's Dead. Totes es van publicar entre 1991 i 1992 i totes aquestes imatges van ser distribuïdes per Warner Bros. Cap d'aquests va tenir èxit crític ni comercial.
- En 1993, HBO va adquirir drets teatrals per a les primeres 48 pel·lícules de la productora de primer nivell Savoy Pictures, cofundada per Victor A. Kaufman i Lewis J. Korman.[96] Savoy Pictures no va poder tenir èxit amb cap dels seus llargmetratges i va plegar al 1997.
- En 2005, HBO Films i New Line Cinema van formar Picturehouse, una companyia de distribució teatral mundial de pel·lícules independents de gran qualitat. La companyia va ser tancada el 2008 com a part de la consolidació de New Line amb l'estudi germà Warner Bros. Entreteniment (el CEO de Picturehouse Bob Berney tornaria a ressuscitar l'estudi com a entitat independent de Time Warner).

### Home Video
Abans d'unir-se a Thorn EMI, HBO tenia un acord sobre Vestron Video per distribuir algunes pel·lícules HBO, com The Terry Fox Story . Quan les objeccions a l'arribada de Home video de faccions de la indústria de l'entreteniment van començar a disminuir, el novembre de 1984, HBO es va associar amb el distribuïdor independent de pel·lícules Thorn EMI per formar Thorn EMI / HBO Video. Thorn EMI va tallar diversos acords de distribució amb empreses de producció de pel·lícules més petites que no tenien unitats de vídeo domèstiques pròpies, com Orion Pictures i New Line Cinema. En 1986, Cannon Films va comprar l'interès de Thorn EMI per la unitat, que va ser reanomenada HBO / Cannon Video. Cannon va abandonar la seva empresa al 1987. Amb el pas del temps, HBO Video (que finalment es va convertir en HBO Home Video el gener de 1994 i HBO Home Entertainment al 5 de setembre de 2009, amb producte físic fabricat per Warner Home Video) es va allunyar de llançar pel·lícules d'estudis independents fins a publicar el catàleg de programes originals de HBO i pel·lícules en DVD i disc Blu-ray. A més, HBO Video també va tenir ofertes amb altres empreses com Congress Video, Goodtimes Home Video i Video Treasure per distribuir els catàlegs de HBO i reeditar-los.
El 8 de maig de 2019, WarnerMedia (la companyia matriu de HBO) va anunciar que aviat la seva divisió Home Entertainment es transferirà i es traslladarà a Warner Bros. Home Entreteniment.

### Merchandising
S'han comercialitzat diversos productes que ha utilitzat la marca comercial HBO i / o que es basen en la programació del canal. En 2005, HBO va signar un acord amb Cingular Wireless per establir HBO Mobile, un servei web mòbil mòbil pre- smartphone. HBO Mobile funcionava com a servei de pagament (un model similar al que utilitza el propi canal), HBO Mobile presentava informació sobre la programació original de HBO (incloent guies d'episodi), fons de pantalla mòbils i tons de trucada expressats pels membres del repartiment de la sèrie del canal (HBO Mobile també operava una servei similar, HBO Family Mobile, que va oferir episodis a llarg termini de la programació infantil del canal). Aquest mateix any, Mattel i Screenlife van llançar una versió del joc interactiu de DVD Scene It?, on apareixen temes relacionats amb la sèrie original de HBO.

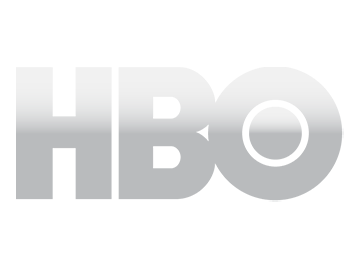
Variant brillant del logotip HBO actual, utilitzat des del 5 de juliol del 2014.

## Branding
Quan HBO es va llançar al 1972, el seu logotip original només consistia en el nom "Home Box Office" i una butlleta d'entrada envoltada d'una carpa il·luminada. La versió original del seu logotip actual (dissenyat per Bemis Balkind) es va introduir al 1975, utilitzant un text "HBO" en negreta majúscula amb un cercle dins de la "O", que al seu torn es talla en la "B". El logotip es va modificar al 1980 (tot i que no va substituir completament la versió original fins al 1981), amb la 'B' i la 'O' convertint-se en formes de lletres completes, tot i que continuaven unides entre elles. La simplicitat del logotip fa que sigui fàcil de duplicar, cosa que HBO ha aprofitat moltes vegades al llarg dels anys.
A diferència d'altres cadenes de televisió de pagament (inclosos els canals multiplex del canal germana Cinemax), HBO no marca la seva programació amb el logotip en pantalla de la xarxa principal i de cada canal multiplex respectiu, tot i que els seus canals multiplex mostren el logotip durant les pauses promocionals entre programes.

### Eslògans de xarxa
| - 1972–1975: "This is HBO, the Home Box Office. Premium Subscription Television from Time-Life." - 1975–1976: "Different and First" - 1976–1978: "The Great Entertainment Alternative" - 1978–1979: "The Home Box" - 1979–1984: "HBO People Don't Miss Out" - 1984–1985: "There's No Place Like HBO" - 1985–1988: "Nobody Brings It Home Like HBO" - 1988–1989: "Watch Us Here on HBO" - 1988–1991: "The Best Time on TV" (general slogan) and "The Best Movies" (promotional slogan for movies) - 1989–1990: "Let's All Get Together" - 1989–1990: "Simply The Best" ("The Best" by Tina Turner was used as the image theme) | - 1991–1993: "We're HBO" - 1993–1995: "Just You Wait" - 1995–1996: "Something Special's On" - 1996–2009: "It's Not TV. It's HBO." - 2006–2009: "Get More" (slogan for the HBO website) - 2009–2011: "It's More Than You Imagined. It's HBO." - 2010–2011: "This is HBO." (only used for IDs) - 2011–2014: "It's HBO." - 2014–2017: "So Original" - 2017–present: "It's What Connects Us" |

## Versions internacionals
Des de 1991, HBO ha dirigit diverses col·laboracions que operen xarxes de televisió de marca HBO a tot el món. Com que la xarxa es va llançar a nous mercats, la marca HBO s'ha utilitzat en diversos països. HBO ha establert canals a diversos països del món, com ara Brasil, Canadà, Europa de l'Est, Índia, Mèxic, Pakistan, el Carib i el sud-est asiàtic.
HBO també autoritza la seva programació per emetre's en altres serveis de transmissió, canals per cable i vídeo a la carta fora dels Estats Units, com ara: 
- Amedia Home of HBO, disponible a Rússia.
- OSN Home d'HBO, disponible a tota la regió MENA.
- Sky Atlantic, disponible a la República d'Irlanda, Àustria, el Regne Unit, Itàlia, Alemanya, San Marino i Suïssa.
- Ziggo Movies & Series XL, servei de vídeo a la carta als Països Baixos.
- HBO Nordic, servei de vídeo a demanda a Dinamarca, Noruega, Suècia i Finlàndia.
- HBO Baltics, servei de vídeo a demanda a Letònia, Estònia i Lituània.
- M-net EDGE, disponible a l'Àfrica subsahariana.
- Hotstar, que és un servei sota demanda de Star India, que transmet el contingut de HBO Originals al subcontinent indi.
- TVCine, que és una xarxa de cable de TV a Portugal.
- HBO Portugal, servei de vídeo sota demanda a Portugal.
- Melita More, una xarxa de televisió per cable disponible a Malta i Gozo.
- Be 1, un canal de cable de TV francès en francès que també ofereix servei a demanda.
- FOX Showcase, un canal de TV per cable australià proporcionat a Foxtel.
- SoHo, que és una xarxa de televisió per satèl·lit a Nova Zelanda.

## Contingut doblat
- Casablanca
- El màgic d'Oz
- La taronja mecànica
- Blade Runner
- 2001: una odissea de l'espai
- Batman Begins
- El cavaller fosc
- El cavaller fosc: la llegenda reneix
- Sense perdó
- El Príncep de Bel Air
- Entrevista amb el vampir
- Space Jam
- Beetlejuice
- Harry Potter i la pedra filosofal
- Harry Potter i la cambra secreta
- Harry Potter i el pres d'Azkaban
- Harry Potter i el calze de foc
- Harry Potter i l'orde del Fènix
- Harry Potter i el misteri del Príncep
- Harry Potter i les relíquies de la Mort (Part 1)
- Harry Potter i les relíquies de la Mort (Part 2)
- Bèsties fantàstiques i on trobar-les
- Bèsties fantàstiques: Els crims de Grindelwald
- Bèsties fantàstiques: Els secrets de Dumbledore
- Pokémon: Detectiu Pikachu
- Polar express
- Soc llegenda
- El Senyor dels Anells: La Germandat de l'Anell
- El Senyor dels Anells: Les dues torres
- El Senyor dels Anells: El retorn del rei
- La núvia cadàver
- La Lego pel·lícula
- Batman: La Lego pel·lícula
- Happy feet: Trencant el gel
- It
- Beetlejuice Beetlejuice
- Barbie

## Estrenes 2020
Entre totes les estrenes, cal destacar l'arribada de noves sèries com The New Pope, El visitant i Avenue 5, encara que com podrem veure a continuació, són moltes les noves temporades d'altres sèries les que aniran aterrant a la plataforma poc a poc. En HBO els episodis van arribant cada setmana. El mateix passa amb un munt de pel·lícules, altres sèries, contingut infantil, etc.

### The New Pope
Després de veure com una de la producció de més èxit a la plataforma ha estat The Young Pope, no és estrany veure com la següent història de l'Estat Vaticà ja ha aterrat a HBO. The New Pope, és una sèrie creada per Paolo Sorrentino i en la qual Pius XIII es troba en estat de coma. Una nova temporada arriba d'una de les estrenes d'HBO en 2020 que més s'ha esperat. Després de l'estat de coma i davant aquesta situació, el nou Papa es prepara per donar el relleu i adoptar el nom de Joan Pau III. Fins aquí tot sembla perfecte, però, el nou Papa amaga alguns secrets que s'aniran descobrint al llarg dels nou episodis que completen aquest lliurament i on veurem com la tasca de substituir Pius XIII no és tan fàcil com s'esperava.

### El Visitante
Una altra de les novetats pel que fa a sèries es refereix és El Visitant, una sèrie de 10 episodis que explica la història del detectiu Ralph Anderson, el qual s'està preparant per investigar el cos mutilat de Frankie Peterson, d'11 anys, trobat en els boscos de Geòrgia. Les misterioses circumstàncies que envolten a aquest crim porten al detectiu, que encara lamenta la recent mort del seu propi fill, a portar a la investigadora privada Holly Gibney, la qual compta amb misterioses habilitats i que poden ajudar a explicar l'inexplicable.

### Avenue 5
Ryan Clark és l'acomodat i delicat capità de Avenue 5, un creuer espacial de luxe que tindrà una durada de vuit setmanes al voltant de Saturn. Un viatge idíl·lic fins que comencen els problemes tècnics. A partir d'aquest moment, Ryan i la seva tripulació intentaran calmar els nerviosos i fins i tot histèrics passatgers alhora que tracten de solucionar els problemes a bord. Una comèdia de ciència-ficció i aventura que promet un viatge divertit per l'espai. Avenue 5 és un dels millors estrenes d'HBO en 2020 si busques una comèdia en què Ryan Clark haurà d'encaixar amb la seva tripulació i tirar endavant en aquest viatge.

### MCMILLION$
McMillion$ és un documental d'HBO amb sis episodis que ens porta a la dècada dels 90 i el seu propi nom ens diu bé per on va la temàtica de la sèrie. El Tio Jerry és un personatge que ha aconseguit guanyar milions de dòlars en premis amb el Monopoly de McDonalds, robant fitxes en el joc i escollint als guanyadors, enganyant a tots i convertint-lo en una màfia. El frau va començar amb la família i els amics de Jerry, però ràpidament es va expandir i va arribar a involucrar diversos ex presidiaris vinculats a la màfia. El robatori de targetes valuoses de el joc, va fer que Jerry aconseguís seleccionar els guanyadors de forma manual, enganyar les autoritats i compartir els premis de forma il·lícita. A partir d'aquest moment, els agents de l'FBI van treballar incansablement per descobrir la veritable identitat d'Uncle Jerry, ajudar els que havien estat enganyats i acabar amb l'estafa.

### Katy Keene
Katy Keene ens torna a la clàssica Riverdale i és una de les estrenes més esperades d'HBO el 2020. Es tracta d'un spinoff de la famosa sèrie i ens presenta a quatre personatges joves i optimistes i basada en el personatge dels còmics, Archie. Ens explicarà la història de quatre joves artistes que intenten triomfar a Nova York. Una cantautora, una dissenyadora de moda, una aspirant a intèrpret ... Katy Keen és una sèrie fresca i alegre que ve de gust veure, que ens transporta a una dimensió de música, moda i modelets i que té tints a grans clàssics on l'amistat és fonamental però també la carrera i l'èxit.

### Ali & Clavett: The Tale of the Tapes
El famós boxejador és el protagonista de l'últim documental d'HBO Espanya. Un documental d'una hora i mitja que explora la vida de la llegenda de la boxa gràcies a les seves aparicions al programa de Dick Cavett. A través de les seves aparicions en televisió, de testimonis i debats, coneixerem com va ser la vida del millor boxejador de tots els temps no només sobre del ring sinó la seva implicació en qüestions socials o la seva lluita pels drets de molts nord-americans.

### La innegable verdad
Encara que la seva estrena estava programada per a finals d'abril, finalment es va posposar per a maig l'aterratge d'aquesta sèrie en la qual tindrem com a protagonista a Mark Ruffalo en dos papers, ja que interpreta dos germans bessons, Dominick i Thomas Birdsey. El primer intentarà a ajudar al seu germà a sortir de la institució mental en què es troba internat per la seva esquizofrènia. La innegable veritat és una obra adaptada de el llibre 'I Know This Much Is True' de Wally Lamb i narra una història familiar de valors, lluita i perdó.

### Mrs. América
Cate Blanchett es fica en la pell de Phyllis Schlafly, activista conservadora dels anys 70 que es va enfrontar a la millora de condicions i drets de les dones i va lluitar contra l'Esmena d'Igualtat de Drets, que finalment va aconseguir enderrocar. En Mrs. América veurem les condicions de vida d'aquelles dècades, les manifestacions feministes a la recerca de majors drets i l'oposició furibunda d'Schlafly a aquestes reivindicacions. El paper de dona poderosa i ultraconservadora de Blanchett i un gran repartiment converteixen aquesta minisèrie en una de les imprescindibles de la temporada.

### Run
Phoebe Waller-Bridge ha conquistat el públic amb Killing Eve i tornarà a fer-ho amb Run, un thriller romàntic que protagonitzen Merrit Wever i Domhanll Gleeson donant vida a Ruby i Billy. Run és una sèrie romàntica amb tocs de thriller i que ens fa tenir les expectactives altes. Els dos amics van fer un pacte quan eren joves: si alguna vegada a la vida un d'ells enviava un missatge amb la paraula Run (Corre) i l'altre responia de forma similar, tots dos haurien de trobar-se en un punt exacte. Amb aquesta premissa neix un thriller romàntic però divertit en el qual la vida normal i corrent de la protagonista canviarà quan rep el missatge del seu ex nuvi de l'adolescència.

### Devs
De la ment que va crear Ex Machina, Alex Garland, arriba Devs. Un thriller futurista de ciència-ficció amb tots els ingredients per convertir-se en una de les sèries de l'any. Nick Offerman encarna Forest, el director d'una empresa enigmàtica de tecnologia punta en la qual entra a treballar un jove que acaba desapareixent. La seva nòvia, que culpa a l'empresa per les activitats que s'hi duen a terme que la seva parella s'hagi esfumat, vol investigar què passa en aquestes instal·lacions i s'introdueix en un laberint de terror, ciència-ficció i misteri de què intentarà sortir amb vida i amb respostes.

### La conjura contra América
De totes les novetats de 2020, La conjura contra América és una de les més esperades d'HBO al 2020 i una de les que ha aconseguit més èxit. La conjura contra Amèrica ens trasllada a la vida d'una família jueva de classe treballadora de Nova Jersey que ens permetrà anar sabent i ens explicaran com va assolint el poder Charles Lindbergh i quins són els riscos que un personatge xenòfob sigui cada vegada més popular.

### AGUA SECA
Es tracta de la primera sèrie en gallec que aterra a la plataforma, una de les estrenes d'HBO en 2020. És una coproducció portuguesa i gallega que narra les activitats fosques i criminals d'un entramat de tràfic d'armes que té relació amb el món empresarial i ho fa amb tints de thriller i acció. Pablo Duarte apareix mort al port de Vigo, però la seva germana no creu que hagi estat un suïcidi i es decideix a investigar, el que la portarà a involucrar-se en negocis fraudulents i perillosos. La sèrie ja es va estrenar a les televisions portuguesa i gallega i va ser un èxit, i el seu aterratge a HBO li obre les portes d'un públic més ampli.